# Борсенгірський сільський округ
Борсенгі́рський сільський округ (каз. Борсеңгір ауылдық округі, рос. Борсенгирский сельский округ) — адміністративна одиниця у складі Улитауського району Улитауської області Казахстану. Адміністративний центр та єдиний населений пункт — село Борсенгір.
Населення — 493 особи (2021; 648 у 2009, 746 у 1999, 1180 у 1989).
Станом на 1989 рік існувала Борсенгірська сільська рада (села Борсенгір, Жиделі, Симтас) ліквідованого Джездинського району. Пізніше село Жиделі було передане до складу Сарисуського сільського округ. 2007 року було ліквідовано село Симтас.

## Склад
До складу округу входять такі населені пункти:
| Населений пункт | Населення, осіб (1989) | Населення, осіб (1999) | Населення, осіб (2009) | Населення, осіб (2021) |
| --------------- | ---------------------- | ---------------------- | ---------------------- | ---------------------- |
| Борсенгір, село | 1032                   | 621                    | 648                    | 493                    |
| Симтас, село    | 148                    | 122                    | -                      | -                      |
| Тобилгили, село | -                      | 3                      | -                      | -                      |